# Prodicus
Prodicus (Oudgrieks: Πρόδικος, Pródikos) van Keos (ca. 465 – ca. 400 v.Chr.) was een der bekendste Griekse sofisten.

## Biografie
Hij werd geboren op het Cycladen-eiland Keos, ten oosten van Attika, maar voor de rest bezitten we over zijn leven slechts schaarse gegevens. Hij reisde veel en kwam onder meer herhaaldelijk als diplomatiek gezant naar Athene, waar hij dan voordrachten hield en les gaf. Het is bekend dat hij hoge honoraria vroeg voor zijn onderricht.

## Werken
Drie titels van zijn werken zijn overgeleverd:  Περὶ φύσεως ("Over de Natuur"),  Περὶ φύσεως ἀνθρώπου ("Over de natuur van de Mens") en  Ὧραι ("Jaargetijden"). Deze titels verraden wellicht dat hij over natuurfilosofische onderwerpen zou geschreven hebben, maar de precieze inhoud van deze werken is grotendeels onbekend.

## Filosofische en wetenschappelijke betekenis
Plato laat Prodicus optreden in zijn dialoog "Protagoras", en Xenophon ("Memorabilia" 2, 1, 21 – 33) vermeldt Prodicus' beroemde allegorische verhaal over Herakles op de tweesprong, dat te lezen stond in de  Ὧραι. Twee vrouwen, Deugd en Ondeugd, verschijnen aan de jonge Herakles en leggen hem uit wat zij te bieden hebben. De held verkiest de ontberingen die Deugd van hem verlangt, boven de verleidingen van Ondeugd. Dit verhaal werd later gemeengoed van de Griekse ethische cultuur.
Prodicus vertoonde wellicht veel interesse voor ethische vraagstukken. Daarbij schijnt hij een ethisch relativisme aan te hangen: enkel het goede of slechte gebruik van de dingen verleent hieraan respectievelijk een goede of slechte waarde. Het goede gebruik kan en moet men leren. Al met al lijkt Prodicus hierdoor de sofist te zijn geweest die het dichtst bij Socrates stond.
In zijn  Ὧραι zou hij een originele verklaring voor het ontstaan van de godsdienst geformuleerd hebben: vroegere generaties zouden uit erkentelijkheid de dingen die nuttig waren in hun leven (vb. zon, maan, sterren, water, vuur, brood, wijn, ...) alsook de ontdekkers van belangrijke technieken tot de rang van goden verheven hebben. Hierbij aansluitend zag hij de landbouw als de grondslag van alle beschaving.
Prodicus verwierf echter de meeste beroemdheid als grondlegger van de semantiek en de synonimiek. Hij leerde dat nauw verwante woorden of woorden met ogenschijnlijk dezelfde betekenis in feite naar verschillende betekenisinhouden kunnen verwijzen.
Als leerlingen van Prodicus worden onder meer vernoemd: Euripides, Thucydides, Theramenes en Isocrates.

## Verder lezen
- Anoniem auteur, art. Prodicus (fl. 5th Cn. BCE.), in The Internet Encyclopedia of Philosophy (2006).
- S. Bernard, Prodicus of Ceos Sophist (460?-after 399), plato-dialogues.org (1998).
- C.A. Brandis, art. Prodicus, in W. Smith (ed.), A dictionary of Greek and Roman biography and mythology, III, Boston, 1867, pp. 541-543.
- S. Stenudd, Prodicus of Ceos, stenudd.com (2000).

- Bibsys: 95004249
- Biblioteca Nacional de España: XX1405272
- Bibliothèque nationale de France: cb13200050g (data)
- Catàleg d'autoritats de noms i títols de Catalunya: 981058523372306706
- CiNii: DA17579336
- Gemeinsame Normdatei: 118793470
- International Standard Name Identifier: 0000 0000 6701 6702
- Library of Congress Control Number: n85144300
- Nationale Bibliotheek van Israël: 987007299639505171
- Nederlandse Thesaurus van Auteursnamen: 072179600
- Réseau des bibliothèques de Suisse occidentale: 02-A020194335
- Istituto Centrale per il Catalogo Unico: MILV182660
- LIBRIS: 350745
- Système universitaire de documentation: 034933093
- Virtual International Authority File: 16203864
- WorldCat: E39PCjwBfHGRbBYJRgHGmGDVT3